# Faustino Armendáriz Jiménez
Faustino Armendáriz Jiménez (ur. 23 lipca 1955 w Magdalena de Kino) – meksykański duchowny rzymskokatolicki, od 2019 arcybiskup metropolita Durango.

## Życiorys
Święcenia kapłańskie otrzymał 11 września 1982 i został inkardynowany do archidiecezji Hermosillo. Pracował przede wszystkim jako wykładowca w archidiecezjalnym seminarium, był też m.in. dyrektorem archidiecezjalnej komisji biblijnej oraz wikariuszem generalnym.
4 stycznia 2005 otrzymał nominację na biskupa diecezji Matamoros. Sakry biskupiej udzielił mu 25 lutego 2005 abp Francisco Robles Ortega, ówczesny metropolita Monterrey.
20 kwietnia 2011 został przeniesiony na urząd biskupa Querétaro, zaś 21 września 2019 został mianowany arcybiskupem Durango (ingres odbył się 21 listopada 2019).